# Хвостатка акациевая
Хвостатка акациевая (лат. Satyrium acaciae) — дневная бабочка из семейства голубянок.

## Происхождение названия
Acacia — акация, ошибочно считалась кормовым растением гусениц.

## Описание
Длина переднего крыла 13—15 мм. Размах крыльев 25—31 мм. Фоновая окраска крыльев у обоих полов тёмно-бурая. На задних крыльях у самца располагается одно оранжевое пятно, у самки их два и они более крупные. На нижней стороне крыла расположено несколько сливающихся оранжевых пятен с неполной чёрной окантовкой. Присутствует тонкая белая кайма крыльев.

## Ареал и места обитания
Южная, Центральная и частично Восточная Европа, Крым, Южный Урал, Кавказ, Малая Азия.
В Восточной Европе обитает в Словакии, Венгрии, Румынии, Молдове, локально в Южной Польше. На Украине известен в лесостепной и степной зонах, местами в Карпатах и Закарпатье; отсутствует на открытых пространствах в наиболее засушливых районах степной зоны, в районах, примыкающих к Азовскому морю. Отмечена во многих местах горно-лесной части Крыма, отсутствует в степной части полуострова. На территории России ареал вида охватывает пределы лесостепной и степной зоны. На Южном Урале встречается в западных и юго-западных районах Башкирии, в бассейне рек Белая и Сакмара в Оренбургской области.
Очень локален. Населяет редколесья, поросшие кустарниками склоны балок и речных террас, опушки и сухие поляны в байрачных лесах. На Кавказе бабочки населяют горные склоны, покрытые сухолюбивыми кустарниками. В горах обитает на высоте до 1500 м над уровнем моря.

## Биология
Развивается в одном поколении за год. Время лёта в июне — июле (на юге — с середины мая). Самка откладывает яйца по одному или небольшими группами на ветви кормового растения гусениц. Яйца дискообразные, выпуклые, прикрыты чёрными чешуйками с брюшка самки. Яйца зимуют с уже полностью сформировавшимися гусеницами. Гусеницы развиваются в апреле — мае на молодых кустах тёрна и сливы. Гусеницы старшего возраста зелёные, изредка имеют красную окраску. Вдоль спины проходят две белёсые полоски. Перед окукливанием гусеницы часто приобретают красноватый или бурый окрас. Куколка выпуклая, покрыта длинными многочисленными белыми волосками.

## Замечания по охране
Отнесена к видам с сокращающимся ареалом в Германии, Польше, Италии, Чехии. Признан исчезающим видом в Люксембурге.